# Rincón de la Victoria (kommunhuvudort)
Rincón de la Victoria är en kommunhuvudort i Spanien.   Den ligger i provinsen Provincia de Málaga och regionen Andalusien, i den södra delen av landet, 400 km söder om huvudstaden Madrid. Rincón de la Victoria ligger 11 meter över havet och antalet invånare är 38 666.
En av de främsta sevärdheterna i Rincón de la Victoria är stranden, som sträcker sig över mer än 10 kilometer längs kusten. Staden har flera Blue Flag-stränder, som är belönade för sin höga vattenkvalitet och miljöstandarder. Stränderna är populära för bad, solbad och vattensporter, och det finns också flera strandbarer och restauranger där besökare kan njuta av förfriskningar och lokal mat. 
Förutom stränderna är Rincón de la Victoria också hem till flera historiska och kulturella landmärken. Staden har en rik historia som sträcker sig tillbaka till antiken, och det finns flera antika romerska och feniciska ruiner spridda i området. Staden har också flera museer, inklusive arkeologiska museet Axarquía, som innehåller en samling föremål och utställningar relaterade till regionens historia. 
Rincón de la Victoria är också hem till flera festivaler och evenemang under året, inklusive Feria de Agosto, en årlig mässa som hålls till ära för stadens skyddshelgon, San Roque. Staden är också känd för sina kulinariska traditioner, med en mängd lokala rätter och produkter, såsom oliver, olivolja och rökt kött.
Terrängen runt Rincón de la Victoria är kuperad. Havet är nära Rincón de la Victoria söderut.  Närmaste större samhälle är Málaga, 12,9 km väster om Rincón de la Victoria.